# اولینتو د پرتو
 اولینتو د پرتو (انگلیسی: Olinto De Pretto؛ زاده ۲۶ آوریل ۱۸۵۷ درگذشته ۱۶ مارس ۱۹۲۱) یک دانشمند اهل ایتالیا بود. 